# Teinobasis laglaizei
Teinobasis laglaizei là một loài chuồn chuồn kim trong họ Coenagrionidae.
Teinobasis laglaizei được Selys miêu tả khoa học năm 1878.